# Naturdenkmal Buche Rauher Busch

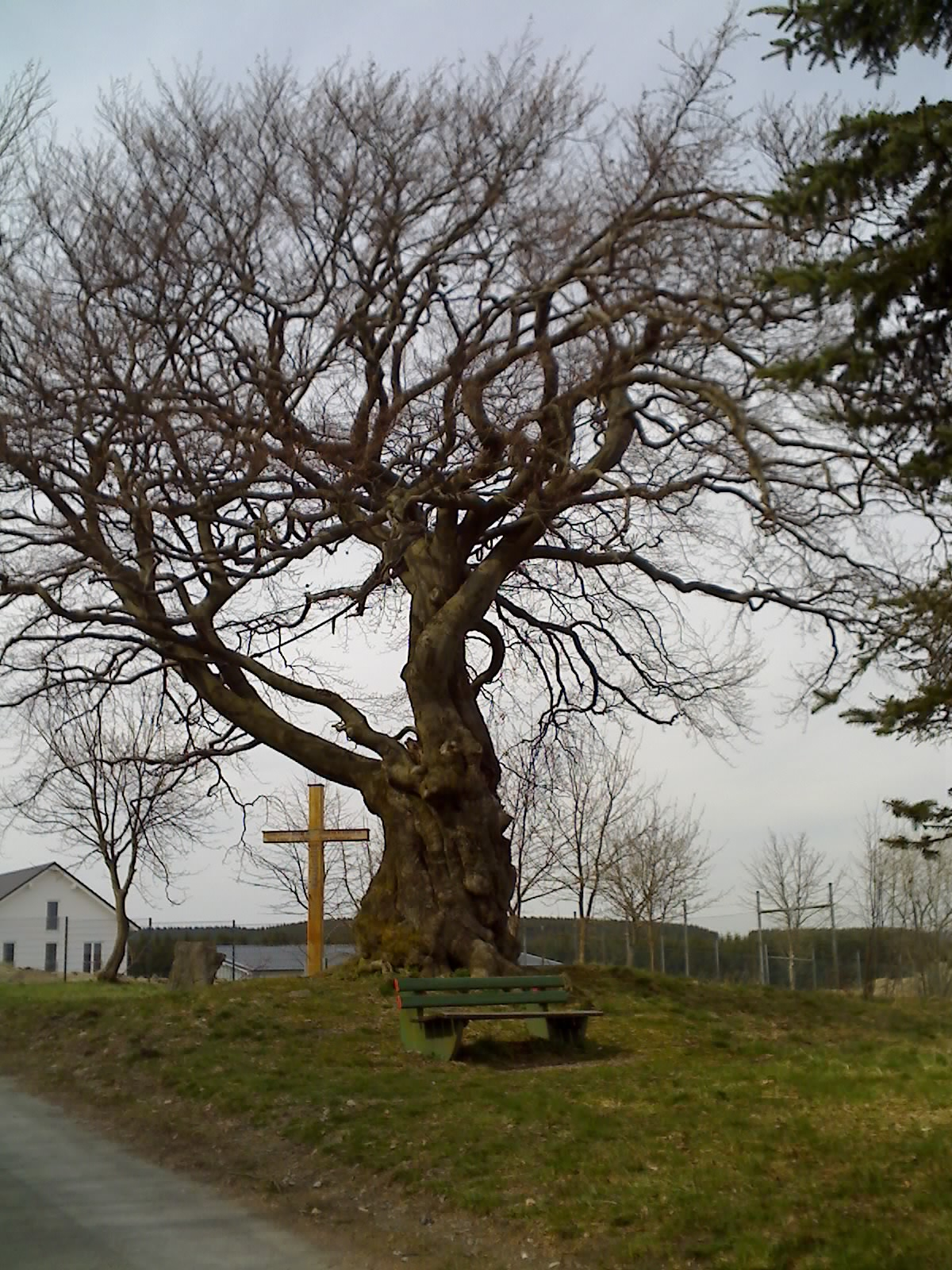
Buche „Rauher Busch“

Der Naturdenkmal Buche Rauher Busch ist ein Naturdenkmal in der Innenstadt von Winterberg an der Straße Im Hohen Seifen. Die Buche Rauher Busch wurde 2006 durch den Hochsauerlandkreis als Naturdenkmal ND 274 Buche Rauher Busch ausgewiesen.